# أريل غرينبيرغ
أريل غرينبيرغ (بالإنجليزية: Arielle Greenberg)‏ هي كاتِبة وشاعرة أمريكية، ولدت في 24 أكتوبر 1972 في كولومبوس في الولايات المتحدة.